# Trimble County
Trimble County je okres v severní části státu Kentucky v USA. K roku 2010 zde žilo 8 809 obyvatel. Správním městem okresu je Bedford. Celková rozloha okresu činí 405 km². Na severu a západě sousedí se státem Indiana.

## Sousední okresy
| Růžice kompasu |                   | Jefferson County (IN) |                | Růžice kompasu |
| Růžice kompasu | Clark County (IN) | Sever                 | Carroll County | Růžice kompasu |
| Růžice kompasu | Clark County (IN) | Trimble County        | Carroll County | Růžice kompasu |
| Růžice kompasu | Clark County (IN) | Jih                   | Carroll County | Růžice kompasu |
| Růžice kompasu | Oldham County     |                       | Henry County   | Růžice kompasu |